# مونيك رايت
مونيك رايت (بالإنجليزية: Monique Wright)‏ هي صحفية أسترالية، ولدت في 18 مايو 1974.